# Фріц-Георг фон Раппард
Фрідріх-Георг «Фріц» Гуго Карл фон Раппард (нім. Friedrich-Georg „Fritz“ Hugo Karl von Rappard; 15 серпня 1892, Оснабрюк, Німецька імперія — 31 січня 1946, Великі Луки, РРФСР) — німецький воєначальник, генерал-лейтенант вермахту. Кавалер Лицарського хреста Залізного хреста з дубовим листям.

## Біографія
Учасник Першої світової війни. В 1920 році демобілізований, але в 1924 році прийнятий на службу в рейхсвер, служив у піхоті. З 1936 року — командир 1-го батальйону батальйону навчального піхотного полку. 1 червня 1939 року переведений в штаб 18-го піхотного полку, а 1 січня 1940 року призначений командиром 277-го піхотного полку 83-ї піхотної дивізії. Учасник Французької кампанії і німецько-радянської війни. З січня 1942 року його полк діяв в району Великих Лук. З 1 листопада 1942 року — командир 7-ї піхотної дивізії. В останні місяці війни бився на Віслі. 10 травня 1945 року взятий в полон радянськими військами. 31 січня 1946 року військовим трибуналом засуджений до страти і повішений.

## Нагороди
- Залізний хрест
  - 2-го класу (1 листопада 1914)
  - 1-го класу (31 липня 1916)
- Хрест «За військові заслуги» (Мекленбург-Шверін) 2-го класу
- Хрест «За вірну службу» (Шаумбург-Ліппе)
- Військовий Хрест Фрідріха-Августа (Ольденбург) 2-го і 1-го класу
- Нагрудний знак «За поранення» в чорному
- Почесний хрест ветерана війни з мечами
- Медаль «За вислугу років у Вермахті» 4-го, 3-го, 2-го і 1-го класу (25 років)
- Застібка до Залізного хреста
  - 2-го класу (18 червня 1940)
  - 1-го класу (24 липня 1940)
- Німецький хрест в золоті (1 червня 1944)
- Лицарський хрест Залізного хреста з дубовим листям
  - лицарський хрест (20 жовтня 1944)
  - дубове листя (№751; 24 лютого 1945)
- Відзначений у Вермахтберіхт (31 вересня 1944)